# 岸田裕之
岸田 裕之（きしだ ひろし、1942年8月 - ）は、日本の歴史学者、中世史（中国地方）専門、広島大学名誉教授、龍谷大学教授。

## 来歴
岡山県生まれ。1970年広島大学大学院博士課程単位修得。鳥取大学教育学部助教授を経て、1980年広島大学文学部助教授、1990年教授、のち文学研究科長。1981年「大名領国の構成的展開」で広島大学文学博士。専門は山陽道筋・中国地域・瀬戸内海地域の大名領国の政治構造・経済構造・意識構造の研究。
1997年のNHK大河ドラマ「毛利元就」の時代考証を担当した。2000年中国文化賞受賞。2005年広島大を定年、龍谷大学教授。

## 著書
- 『大名領国の構成的展開』（吉川弘文館、1983）
- 『大名領国の経済構造』（岩波書店、2001）
- 『大名領国の政治と意識』（吉川弘文館、2011 オンデマンド版　2023　ISBN　9784642728973
- 『毛利元就』（ミネルヴァ書房<ミネルヴァ日本評伝選>、2014年）

## 編著
- 『中国大名の研究』（吉川弘文館、1984）
- 『広島県の歴史』（山川出版社、1999）
- 『中国地域と対外関係』（山川出版社、2003）
- 『毛利元就と地域社会』（中国新聞社 2007.5）